# 성경통지
성경통지(盛京通志)는, 청(淸) 왕조에서 편찬한 만주 지역의 지리지이다. 성경(盛京)은 지금의 중국 랴오닝 성 센양(瀋陽)으로, 만주어로는 묵던이라고 부른다.

## 개요
청에서 동병충(董秉忠), 손성(孫成) 등이 처음 《성경지》(盛京志)를 펴낸 것은 1684년으로 조선 숙종 10년의 일이다. 그 뒤 이 책은 여요증(呂耀曾, 1734년, 34권), 왕하(王河, 1736년, 48권), 아규(阿桂, 1778년 130권) 등에 의해 증보 수정본이 만들어졌다.
증보 수정본들 사이에 약간의 편차가 있는데, 일반적으로는 첫머리에 여지전도를 비롯한 여러 장의 지도가 붙어 있고, 그 뒤로 전모(典謨), 경성(京城), 단묘(壇廟), 산릉(山陵), 궁전(宮殿), 원원(苑囿), 건치연혁(建置沿革), 성야(星野), 강역(疆域), 산천(山川), 성지(城池), 관액(關隘), 역참(驛站), 공저(公署), 직관(職官), 학교(學校), 선거(選擧), 호구(戶口), 전부(田賦), 풍속(風俗), 사사(祠祀), 물산(物産), 고적(古蹟), 제왕(帝王), 명환(名宦), 인물(人物), 효양(孝義), 열녀(烈女), 은일(隱逸), 여우(流寓), 방기(方伎), 선택(仙釋), 예문(藝文), 잡지(雜志) 등의 여러 항목이 이어진다.
《성경통지》는 편찬 이후 군사적인 이유로 외부 반출이 제한되었는데, 조선은 17세기 말에 《성경통지》를 확보함으로써 비로소 당시 청조 측의 만주 지역 지리 정보를 구체적으로 파악할 수 있었다. 또한 《성호사설》, 동사강목, 《발해고》, 《해동역사》 등 조선 후기 실학자들의 한국사 연구에서 한국 고대사 관련 지명 비정을 위한 자료로써 성경통지가 널리 사용되었다.